# Bechsteins vleermuis
De Bechsteins vleermuis (Myotis bechsteinii) is een vleermuis uit de familie der gladneuzen (Vespertilionidae). Hij wordt ook wel langoorvleermuis genoemd.

## Beschrijving
Bechsteins vleermuis is een middelgrote vleermuis met vrij grote en brede grijsbruine oren, 20 tot 26 millimeter lang. Hij heeft een lichtbruine tot roodbruine bovenzijde en een grijswitte onderzijde.
Ook de vleugelmembranen zijn grijzig bruin. Ze zijn vrij kort en breed, waardoor de soort zich behendig manoeuvreert in dicht bos. De spanwijdte is 250 tot 300 millimeter. De snuit is roodachtig bruin en het gezicht is kaal en roze. Hij produceert geluiden van 30 tot 80 kHz. De langoorvleermuis wordt meestal 7 tot 13 gram zwaar en 43 tot 55 millimeter lang.

## Voedsel en gedrag
De Bechsteins vleermuis is een bosbewoner. Hij heeft een voorkeur voor vochtig gemengd woud. Kraamkolonies bevinden zich bijna altijd in holle bomen; in een aantal gebieden in Europa worden ze veel in vleermuiskasten aangetroffen, en soms in gebouwen. De soort gebruikt echter zelden voor lange tijd hetzelfde verblijf. Ongeveer twintig minuten na zonsondergang verlaat hij zijn verblijfplaats. Hij jaagt laag bij de grond en dicht bij vegetatie op motten, maar ook op andere insecten als muggen en kevers. Hij pikt ze in de vlucht van vegetatie af.
's Winters zijn ze vooral in holle bomen te vinden, maar in zeer kleine aantallen ook in grotten, gebouwen, kelders, mijntunnels, enz. De winterslaap duurt van oktober tot april. De winterverblijven zijn over het algemeen koel en vochtig. Ze leggen maar kleine afstanden af tussen zomer- en winterverblijf en zijn daarom erg kwetsbaar.
De paartijd duurt van de herfst tot de lente. Eind april, mei verzamelen de vrouwtjes in kraamkolonies. Juni, begin juli wordt één jong geboren. In augustus kunnen de jongen vliegen en aan het eind van de maand verlaten de jongen en de vrouwtjes de kolonies. De vleermuis kan 21 jaar oud worden.

## Verspreiding
Deze soort komt alleen in Europa voor. De noordgrens loopt van Zuid-Engeland door Noord-Frankrijk, Wallonië, Zuid-Limburg, Duitsland, Zuid-Polen, het zuidwesten van Wit-Rusland en het westen van Oekraïne. Geïsoleerde populaties leven in Zuid-Zweden. In Zuid-Europa ontbreekt de soort in het zuiden van Frankrijk, Zuid-Italië en Zuid-Griekenland. In Vlaanderen komt de soort voor in het zuiden van Limburg en de Voerstreek. Bechsteins vleermuizen zijn zeldzaam in Nederland, maar worden met enige regelmaat overwinterend aangetroffen in Zuid-Limburg en in Overijssel. De Bechsteins vleermuis staat op de Nederlandse en Vlaamse rode lijst.